# Sferia (przedsiębiorstwo)
Sferia Spółka Akcyjna (dawniej OSP Polpager Sp. z o.o.) – przedsiębiorca telekomunikacyjny oferujący obecnie usługi telefonii nomadycznej (rozszerzona funkcjonalnie wersja telefonii stacjonarnej), komórkowej oraz dostępu do internetu.
Początkowo usługi telekomunikacyjne świadczone były na podstawie nowatorskiej w tamtym okresie cyfrowej technologii CDMA 2000-1X na terenie Warszawy i aglomeracji warszawskiej oraz w Ostrołęce i okolicach. Od kwietnia 2014 r. usługi telekomunikacyjne Sferia świadczy w oparciu o technologię GSM i HSPA+ na terenie całego kraju. W grudniu 2015 r. operator rozszerzył ofertę o LTE.
Poprzez Polkomtel, Sferia jest spółką zależną Cyfrowego Polsatu.

## Historia
Polpager Sp. z o.o. od 1991 roku wprowadziła wraz z Telekomunikacją Polską S.A. pierwszy ogólnopolski system przywoławczy Polpager – największy system pagingowy w Polsce i pierwszy ogólnodostępny system łączności ruchomej.
W 1996 roku ze spółki Polpager Sp. z.o.o. wyodrębniona została spółka córka: Ogólnopolski System Przywoławczy Polpager Sp. z o.o., której głównym polem działania została działalność operatorska systemu Polpager, obejmującego swoim zasięgiem 95% powierzchni Polski. Z systemu korzystało ponad 40 tys. użytkowników.
W roku 2000 OSP Polpager otrzymała ogólnopolską koncesję na świadczenie usług telefonicznych oraz usług w zakresie transmisji danych i internetu, a w 2003 r. rezerwację częstotliwości w zakresie 850 MHz.
22 grudnia 2005 r. Polpager przekształciła się w spółkę akcyjną i rozpoczęła swoją działalność pod nazwą Sferia.
W marcu 2007 roku Sferia wprowadziła w Warszawie usługi szerokopasmowego, bezprzewodowego dostępu do Internetu. Stosowana technologia CDMA 2000 1xEV-DO umożliwiała transmisję danych z prędkością do 2,4 Mb/s., dzięki zastosowaniu nowego standardu EVDO Rev-A Sferia zwiększyła możliwą prędkość pobierania danych do 3,1 Mb/s. W tamtym czasie była to najszybsza dostępna komercyjnie radiowa transmisja danych w Polsce.
W maju 2008 roku Sferia wprowadziła pierwszy w Polsce telefon stacjonarny na kartę, działający w technologii radiowej CDMA na zasadzie usługi przedpłaconej – Nomadic na kartę.
W latach 2006–2013 rozwój spółki był wstrzymywany przez administrację łączności z uwagi na kolizję częstotliwości Sferii z częstotliwością przeznaczoną dla GSM-R (dedykowany system łączności Cyfrowej przeznaczony dla transportu kolejowego).
Zanim spółka Polska Telefonia Cyfrowa stała się wyłączną własnością Deutsche Telekom, Sferia była jednym z jej udziałowców.
31 grudnia 2018 spółka przestała świadczyć usługi klientom detalicznym.